# Maimuna antalyensis
Espèce
Maimuna antalyensis est une espèce d'araignées aranéomorphes de la famille des Agelenidae.

## Distribution
Cette espèce est endémique de la province d'Antalya en Turquie. Elle se rencontre vers Alanya.

## Description
Le mâle holotype mesure 5,40 mm et la femelle paratype 7,50 mm.

## Systématique et taxinomie
Cette espèce a été décrite par Zamani, Kaya et Marusik en 2024.

## Étymologie
Son nom d'espèce, composé de antaly[a] et du suffixe latin -ensis, « qui vit dans, qui habite », lui a été donné en référence au lieu de sa découverte, la province d'Antalya.

## Publication originale
- Zamani, Kaya & Marusik, 2024 : « New taxonomic and faunistic data on the funnel-weavers (Araneae, Agelenidae) of Turkiye and the Caucasus, with five new species. » ZooKeys, vol. 1218, p. 251-286 (texte intégral).